# Om mani padme hum

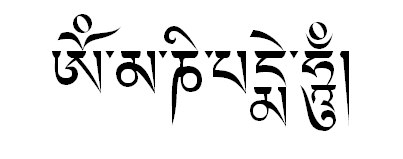
El mantra en tibetà

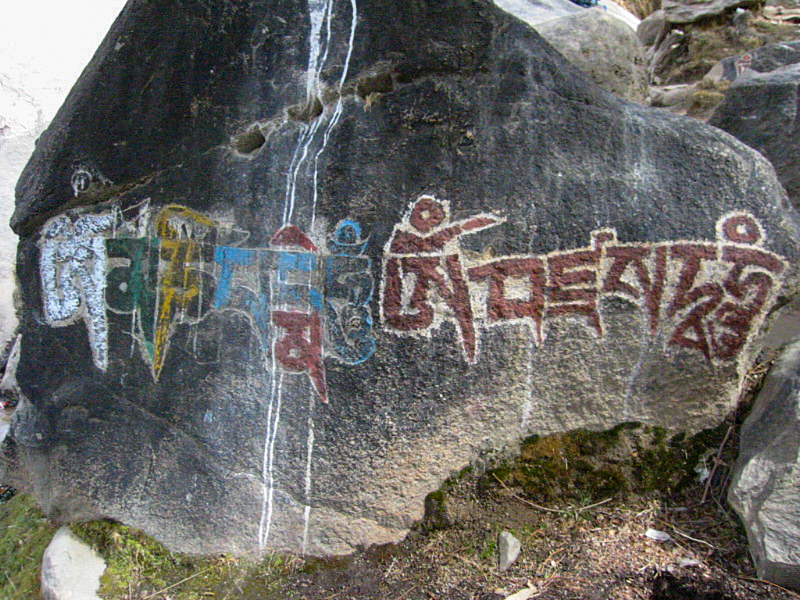
"Om mani padme hum" escrit en tibetà sobre una roca a prop del Palau de Potala, al Tibet

Om mani padme hum (en sànscrit ओं मणिपद्मे हूं Oṃ maṇi padme hūṃ) és un mantra de sis síl·labes associat al bodhisattva de la compassió Avalokiteshvara (en sànscrit), o Chenrezig (en tibetà). En particular està associat amb la forma amb quatre braços Shadakshari d'Avalokiteshvara. És el mantra més famós del budisme i l'hinduisme. Hom diu que el Dalai Lama és una encarnació d'Avalokiteshvara, per aquesta raó el mantra és especialment venerat pels seus deixebles.

## Significat
La traducció del mantra seria "la joia en el lotus". La part central del mantra mani padme significa en sànscrit "joia en el lotus". És precedit per la síl·laba Om i seguit de "hum", ambdues sense significat lingüístic.